# Takaši Šimoda
Takaši Šimoda (* 28. listopad 1975) je bývalý japonský fotbalista.

## Reprezentace
Takaši Šimoda odehrál 1 reprezentační utkání. S japonskou reprezentací se zúčastnil letních olympijských her 1996.

## Statistiky
| Japonsko | Japonsko | Japonsko |
| Roky     | Záp.     | Góly     |
| -------- | -------- | -------- |
| 1999     | 1        | 0        |
| Celkem   | 1        | 0        |